# JR貨物EF200形電気機関車
EF200形電気機関車（EF200がたでんききかんしゃ）は、日本貨物鉄道（JR貨物）が1990年（平成2年）から製作した直流電気機関車である。

## 概要
1987年（昭和62年）の国鉄分割民営化に伴いJR貨物は多数の機関車を承継した。直流電化区間ではEF65形・EF66形などを主として用いることとなったが、景気拡大局面にあって輸送需要が増大していたことや、将来の車両取替えをも考慮し、機関車の製作を検討することとした。
輸送力増強は喫緊の課題であり、国鉄形式のEF66形・EF81形を一部改良の上で新造して賄いながら、並行して新型機関車の開発が進められ、1990年（平成2年）3月に試作機が日立製作所で完成した。これがEF200形である。
以降の機関車開発の基本方針検討を目的に、VVVFインバータ制御の採用など各種の新技術を盛り込み、国鉄・JRの機関車では最高となる 6,000 kW の出力で 1,600 t 牽引を可能としたほか、補機類や操作系にも各種の新しい試みがなされた。交直流機のEF500形と同時試作され、双方に異なる機構や操作系を採用して比較試験が行われた。
1992年（平成4年）から量産され、輸送力増強が特に要求された東海道・山陽本線で使用を開始した。当初計画された 1,600 t 牽引は変電所の構造上の問題が顕在化したことから実現せず、本形式は出力を制限して運用することとなった。製作は21両で終了し、以後の製作は運用コストの最適化を図ったEF210形に移行している。
新機軸の積極的な採用により、鉄道友の会1993年第33回ローレル賞を受賞している。また、1992年のグッドデザイン賞を受賞した。側面にはEF500形と同様 "INVERTER HI-TECH-LOCO" のロゴマークが付されている。

## 構造

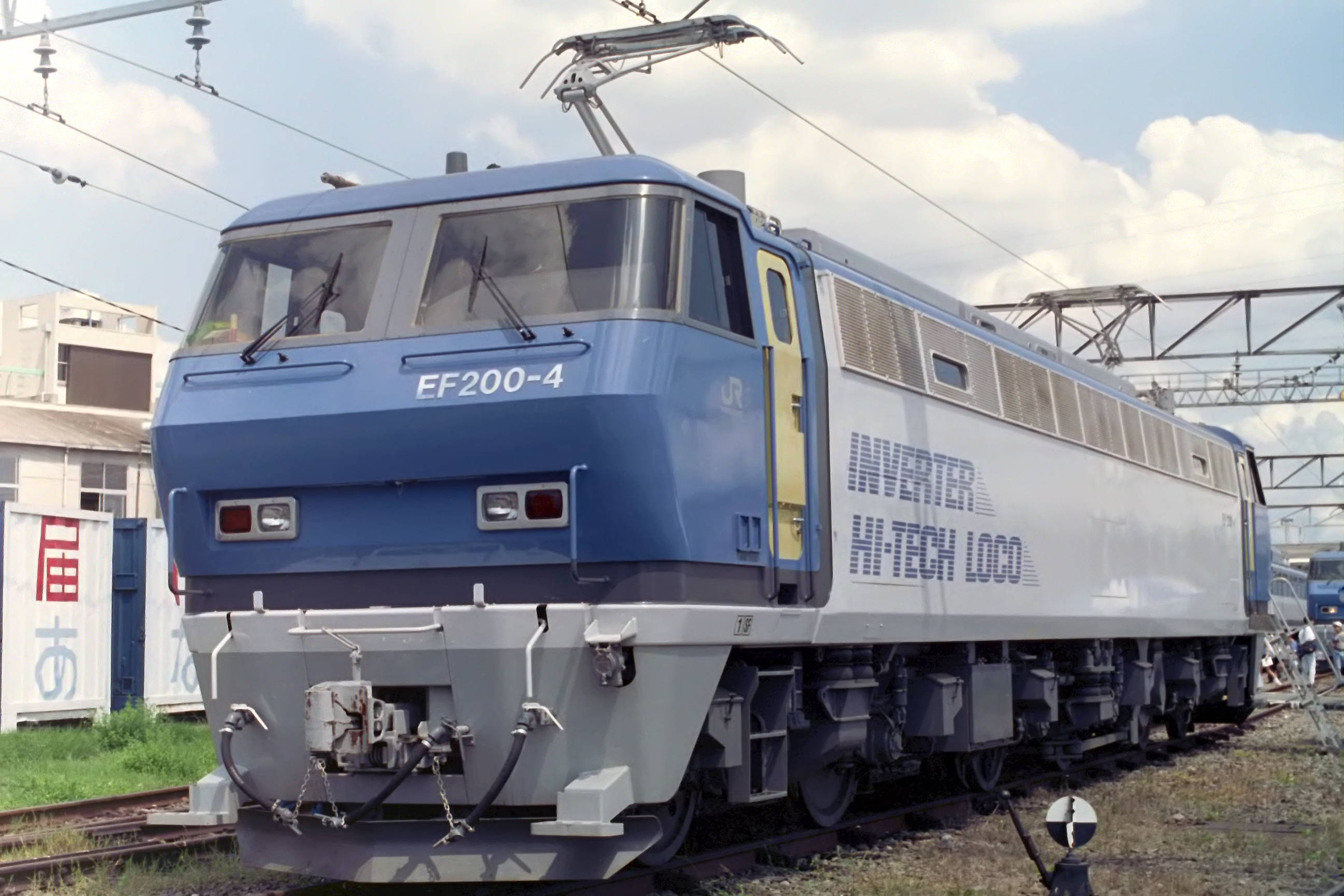
直線を基調とした、独特な外観が特徴

車体は直線を基調とした意匠で、上面が傾斜した高運転台式非貫通の前面をもつ。機器室通路は片側に寄せられ、公式側と非公式側では側面の窓配置が異なる。落成時の外部塗色は、運転台部が濃淡ブルーの塗り分け、側面はライトグレー、乗務員室扉はカラシ色（黄緑色）である。この塗装はヨーロッパの機関車を参考にしたとされる。車体側面には"INVERTER HI-TECH LOCO"のロゴマークを付す。機関車の車軸上重量に余裕があれば、通常は粘着力向上のために余裕上限まで死重を搭載するが、本形式は事故対策の車体強化に伴う重量増加に対応させている。車体は6 mm厚の耐候性鋼板を基本とし、運転台構体には9 mm厚の鉄板が使用されており、200 tの衝突荷重に耐えられる設計とした。
制御方式は、GTOサイリスタ素子（4,500 V・2,000 A）式VVVFインバータ制御で、1基のインバータで1台の三相交流誘導電動機を駆動する1C1M方式である。
主電動機には1時間定格出力が1,000 kWであるFMT2かご形三相誘導電動機を6基搭載し、定格出力は 6,000 kW（1時間）で、10 ‰ 勾配での 1,600 t 牽引 (90 km/h)・25 ‰ 勾配で 1,100 t の引き出しが可能である。設計最高速度は 120 km/h、定格速度は 81.2 km/h（1時間）である。従来のEF66形を大きく上回る駆動性能とされた理由は、最大 1,600 t の重量列車牽引と、旅客列車の高速高頻度運転を妨げない高加速とを両立させるためである。運転台で操作する主幹制御器は無段階連続制御が可能であるが、従来の機関車と操作をあわせ、便宜的に25ノッチ刻みとされた。連続制御を活かして主幹制御器脇に定速制御ボタンが設けられた。
集電装置は、国鉄・JRの機関車では初めて、日本でも大阪市交通局70系電車に次いで2例目の採用となったシングルアーム式のFPS2パンタグラフを装備した。空気上昇ばね降下式であり、大電流が流れるため舟体1つ当たりすり板が7枚取り付けられている。パンタグラフは関節部を両端に向けて搭載する。
補機類や計器類の電源を供給する電動発電機（MG）には、190 kVAの容量を備えたFDM1ブラシレス発電機を使用し、床下に搭載する。空気ブレーキなどで使用される圧縮空気を供給する電動空気圧縮機は、C3000形式を2基搭載する。これとは別に、パンタグラフ上昇用として制御バッテリーを電源としたMH99-AK18補助電動圧縮機（ベビコン）が搭載されている。
電動機などの冷却に使用する電動送風機は、FMH3010A-FFK10A形を電動機・インバータ用として3基、フィルター排塵用が4基、ブレーキ抵抗器用が4基である。
台車はボルスタレス式のFD3形（両端）FD4形（中間）で、台車から車体への牽引力伝達は一本リンク（両端台車）および 対角リンク（中間台車）により行われる。主電動機は従来の吊り掛け式を廃し台車装架としてばね下重量を軽減、動力伝達方式はリンク式である。ブレーキ装置は国鉄・JR機関車で初となる電気指令式ブレーキであり、26 km/h 以上では発電ブレーキが有効となり、20 km/h以下では失効して空気ブレーキに切り替わる。編成ブレーキシステムはノッチ式のハンドル操作により、各ノッチで設定された圧力までブレーキ管圧力を減圧する自動空気ブレーキであり、高速貨車牽引用に電磁ブレーキ指令装置を装備する。基礎ブレーキは機関車としては初めてのユニットブレーキ装置（片押し式踏面）で、FD3形にはばね式留置ブレーキを備える。
運転台はこれまでの国鉄形機関車で使われていたノッチ板式主幹制御器やブレーキ弁は一切廃止され、デスクタイプの運転台に横軸レバー式の主幹制御器・ブレーキ操作器に一新された。速度計・圧力計、主電動機電流計などの計器類はLEDによるデジタル表示式とされ、計器盤右端には機器情報などを表示するモニタ装置画面が配置された。

## 形態区分

### 試作機（901号機）

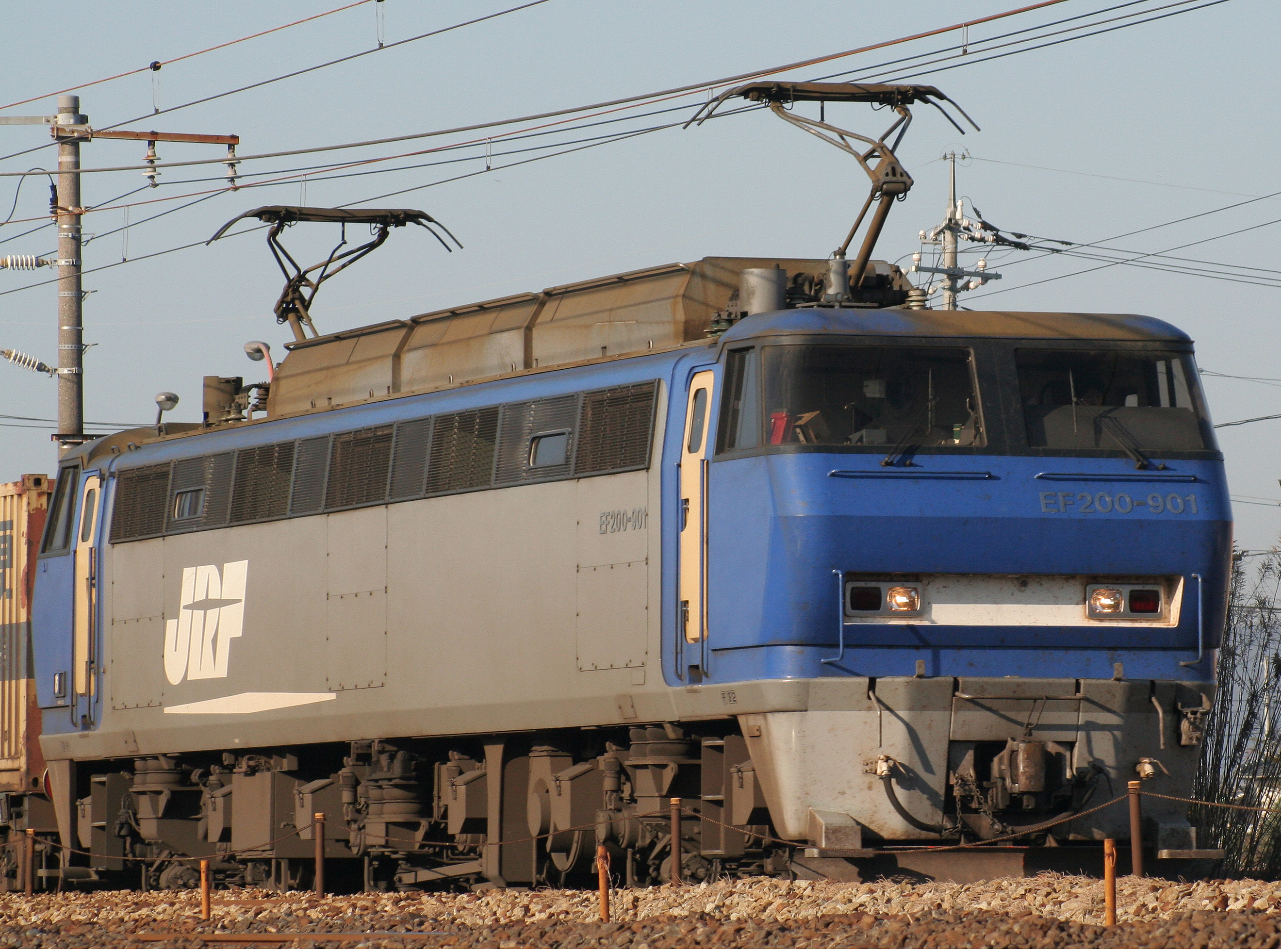
901号機
（2008年2月8日） / 西阿知 - 倉敷）

1990年（平成2年）6月に製作された、本形式の試作機である。落成後新鶴見機関区に配置され、各種試験に供された。
運転台屋根が前方に向かってわずかに傾斜し、取付屋根は大型で、屋根側面を濃青色と灰白色に塗り分けている。前面下部の灯火類設置箇所は濃灰色で、空調用の風道が設けられた。取付屋根の塗り分けは更新工事の実施時に廃止されている。
中間台車に設置される引張棒は、側面から見て傾斜した状態で装備される。
性能確認試験の過程で山陽本線の瀬野 - 八本松（瀬野八）の勾配を補助機関車無しで1,000 トン貨物列車の牽引を可能とするための勾配起動試験が行われた。当時の最高速貨物列車 (1,000 トン・110 km/h) を単独牽引するためには、余裕を考えて1,100 トンの列車を最急勾配箇所で起動できる性能が必要となる。1991年 (平成3年) 1月から2月にかけて新鶴見機関区の構内で確認試験が行われ、起動抵抗の大きい速度 5 km/h までモーター電流を 750 A から 780 A まで増加し、最大引張力を 350 kN まで大きくすることにより、1,100トン列車を起動加速度 0.1 km/h/s で引き出し可能となる計画であった。

実際の試験は1991年 (平成3年) 3月6日の深夜に実施された。試験箇所は山陽本線神戸起点 286 km 付近の22.5 ‰、半径400 mの曲線区間上であり、等価査定勾配 は25.3 ‰ となる。3月4日の昼間に1,000 トンの勾配起動を実施したところ、引き出しはスムーズであったが速度が5 km/hから上昇せず、モーター電流を790 Aまで上げて試験を行うこととなった。編成は901号機を先頭に砂を詰めた試験用コンテナを搭載した貨車が20両 (1,000 t) 連結され、万が一動けなくなった時の救援用後部補機がEF67 (100 t) であった。午前3時45分頃、起動試験が行われ、1,100トン列車の起動に成功している。

### 量産機（1 - 20号機）

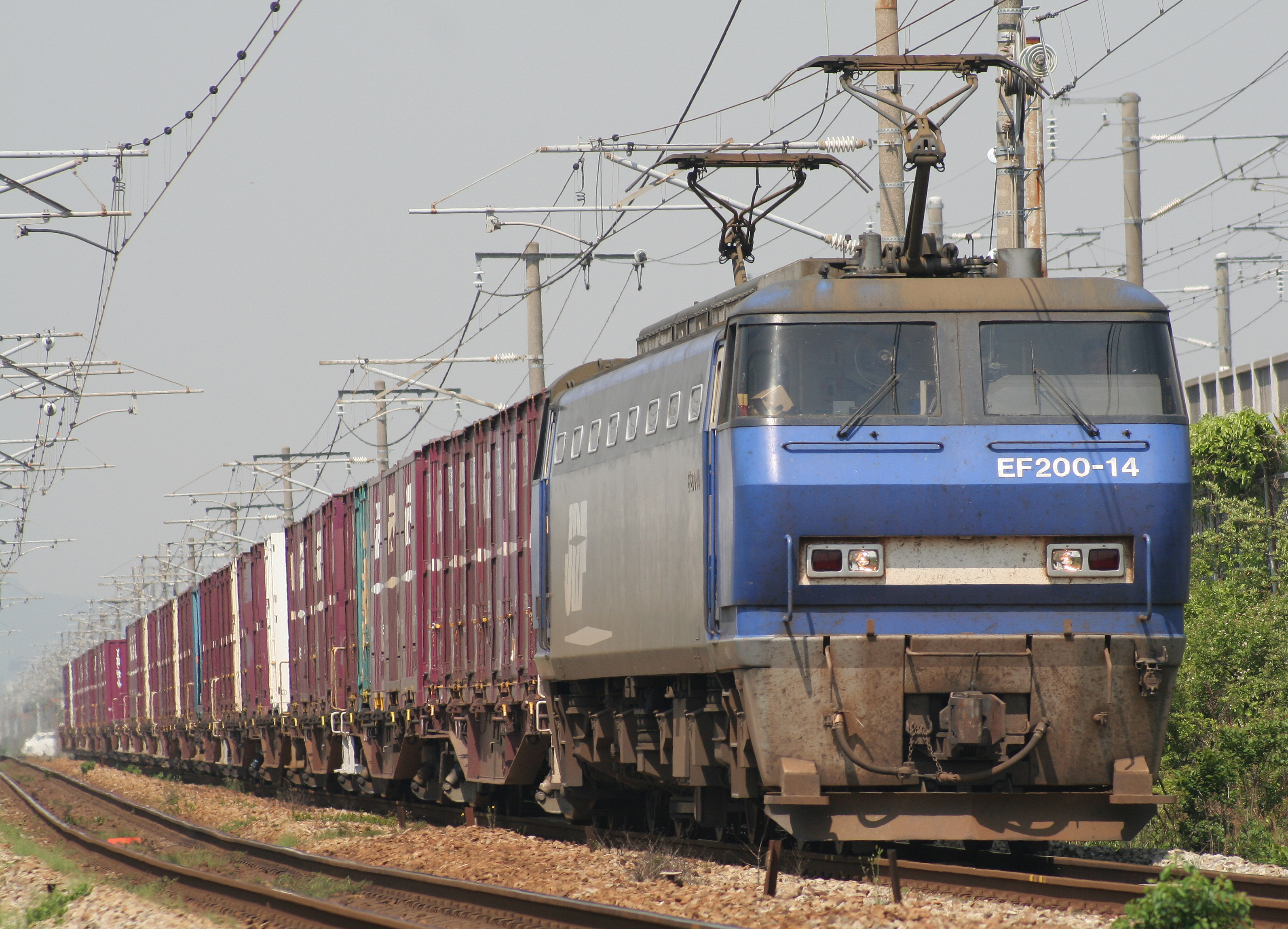
14号機
（2009年5月20日 / 高島 - 東岡山）

1992年（平成4年） - 1993年（平成5年）に日立製作所で20両が製作され、落成後は新鶴見機関区に配置された。試作機の運用成果を基に各部を改良している。
インバータ装置を小型化して容積を抑え、屋根カバーの高さを 210 mm 低くした。運転台屋根は室内計器の配置を変更して水平とされ、試作機とは特に側面の印象が大きく異なる。
乗務員室側開戸の形状を変更、屋根高さの変更に伴い、外板塗装は屋根をシルバー1色塗装とし、側板上部に青い帯を追加した。前面下部の灯火類設置部は青色とされ、運転台空調用風道は床下に移された。
運転台は直射日光からの視認性向上のため、速度計、圧力計などの計器類を落とし込んだ配置とし、側面窓に遮光フィルムを貼り付けした。操作性向上のため、主幹制御器と逆転器（レバーサ）の取り付け位置を入れ替えた。また、ノッチ表示灯の設置、計器類・スイッチ類の配置の見直しを実施。ブレーキノッチ数は、試作機の自弁・単弁とも15ノッチから自弁8ノッチ、単弁4ノッチに変更した。

台車は、ユニットブレーキ装置に駐車用ブレーキシリンダを内蔵して構造を簡素化した。また、中間台車の引張棒は車体の取付部を延長し、レール面に水平となる位置で装備する。これらの改良のため、台車形式はFD3A（中間）、FD4A（両端）に改められた。ブレーキ性能向上のため、発電ブレーキ用抵抗器は、容量を2,280 kWから2,730 kWに増加させた。

## 運用
本形式の目的は、東海道・山陽本線系統など主要幹線において列車単位を上げ、輸送力増強を達成することである。当初の計画では、量産車が登場する1992年秋から1,300 t列車への充当を開始し、1,600 t列車に関しては地上設備の増強後に充当を開始する予定で、本形式を当初の計画に沿って運用するため、変電所の増設など電力供給設備の増強が検討されていた。しかし、景気後退下で貨物輸送量が伸び悩み、設備を保有する旅客会社との調整も合意に至らず、変電設備の改良は実施を見送られた。このため、本形式を定格出力で運用する事は過剰性能となり、運用出力（≒機関車の受電電流）をEF66形と同程度の15ノッチ相当に制限して運用された。
山陽本線においては、2002年（平成14年）から開始された国庫補助による鉄道貨物輸送力増強事業が2006年（平成18年）に完了した。これは輸送の隘路となっていた同区間の電力供給能力を強化する他、線内の各貨物駅の荷役方式を改善するものであったが、この事業により運転可能な列車重量が1,200 tから1,300 tに拡大された。これを受け、2007年3月18日のダイヤ改正から同区間で1,300 t列車の運転が開始され、本形式も当該運用には重点的に充当された。
1999年4月1日付で全21両が新鶴見機関区から吹田機関区に転属した。
車両検査は、新鶴見区所属時代である1998年度までは大宮車両所、吹田区転属後は広島車両所で実施されており、1999年から2001年にかけて初全検、2006年から2010年にかけて二全検を施工している。初全検では塗料の品質向上を理由に塗装工程が省略されたが、二全検にあわせてEF210形に準じた灰色基調配色への塗装変更が順次実施され、2009年4月22日に出場した2号機を最後に全車両の塗装変更が完了した。
また特筆されるものとして、2001年1月には1号機が阪神・淡路大震災の神戸復興記念事業の一環として、車体にイラストを施した「ラッピング機関車」として運用されたことがある。イラストはルーマニア出身の画家であるアレキサンドラ・ニキータによるもので、ポートタワーと震災によって犠牲となった少女をモチーフとしたひまわりの絵画と、「神戸からありがとう」のメッセージがあしらわれたものとなっていた。同車は約1年間にわたり、特別に用意されたヘッドマークを装備し、通常運用に充当された。
量産車トップナンバーである1号機は2008年に復旧工事が見送られて部品取り車となり、広島車両所に留置されていたが、2011年度に廃車、2013年1月に解体された。残る他の車両についても、主要部品確保が困難であることから三全検は見送られ、検査切れの車両から順次運用を離脱する事となった。2016年3月のダイヤ改正で定期運用は大阪貨物ターミナル駅以西のみとなり、関東圏への定期運用乗り入れは同改正をもって消滅した。2018年3月のダイヤ改正で定期運用を終了し、吹田機関区のEF66形やEF210形の代走運用のみとなった。
2017年3月1日時点では吹田機関区に2・4-7・10・17-20の10両が配置されていたが、2019年3月28日をもって全車運用離脱となった。最終運行は18号機の幡生操車場〜吹田貨物ターミナル駅間での運用であった。
2号機は2019年11月16日から24日にかけて京都鉄道博物館でシキ800形貨車とともに特別展示され、最終日の24日には引退セレモニーが行われた。その後、2021年3月9日に吹田機関区にて解体された。

## 保存機
EF200 901
所在地：茨城県ひたちなか市「日立製作所水戸事業所」

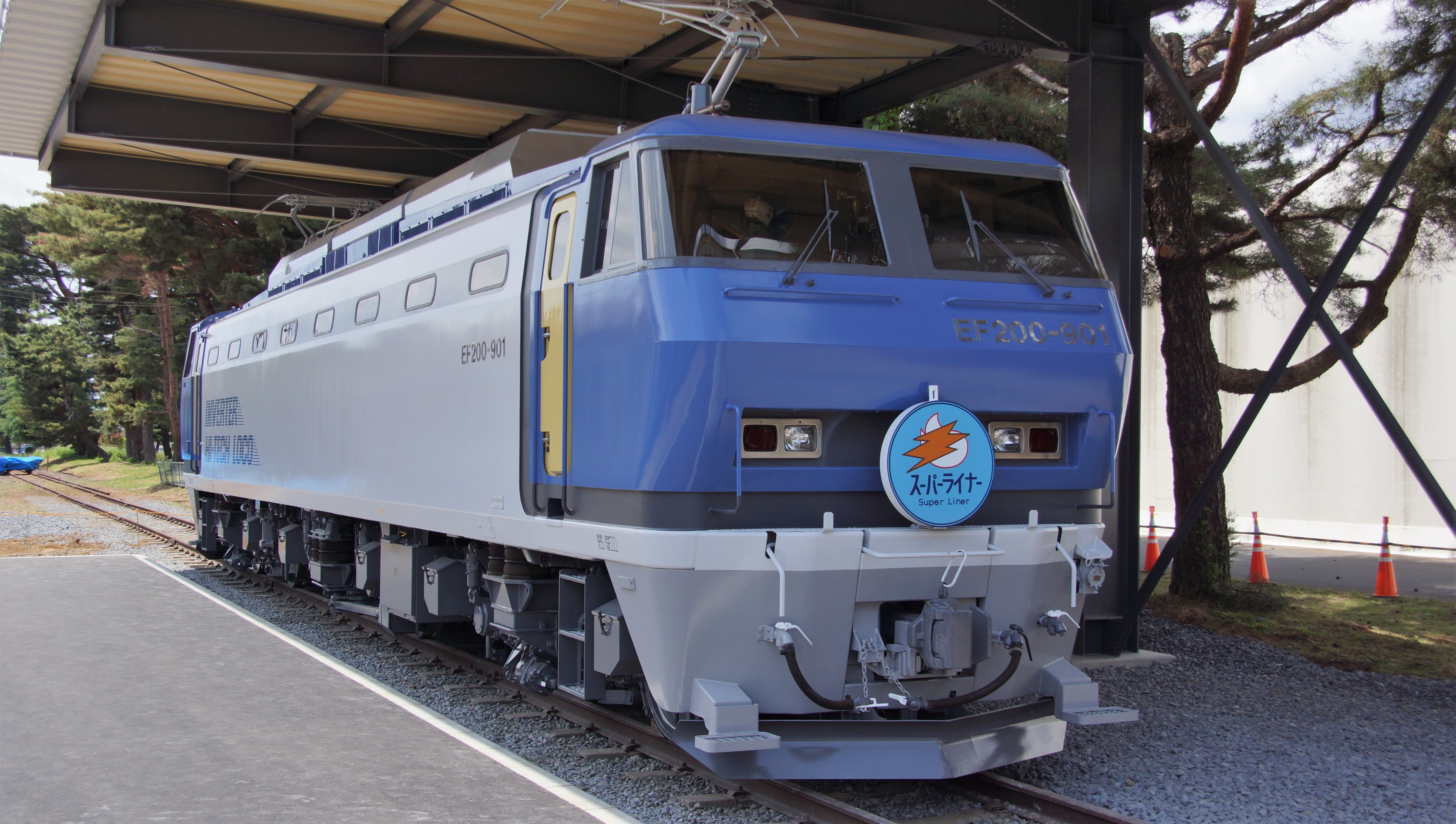
日立製作所水戸事業所に保存されている901号機
（2017年6月3日）

2016年10月時点で既に廃車、除籍されていた試作車で、静態保存のため新鶴見信号場から製造元である日立製作所水戸事業所に向けて甲種輸送され、2017年に登場当初の塗色、形態に復元された上で展示されている。
EF200 10
所在地：広島県広島市「JR貨物広島車両所」

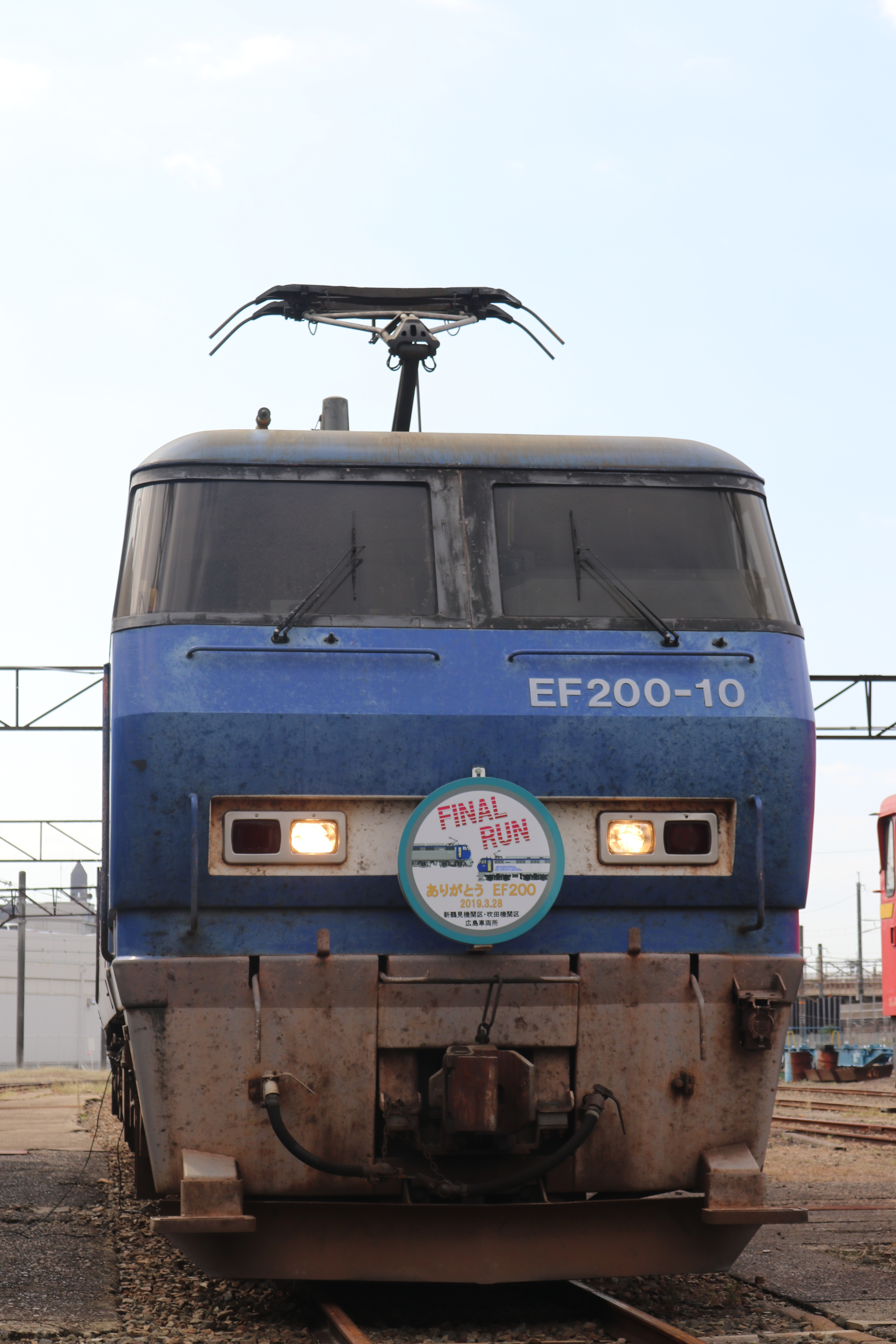
JR貨物広島車両所に保管されている10号機（第26回 JR貨物フェスティバルにて）

量産機で現存する車両はこの10号機が唯一である。その他、吹田機関区に2号機が保管されていたが、2021年3月に解体された。